# Stebri družbe
Stebri družbe (izvirno norveško Samfundets Støtter) je družbenokritična realistična drama norveškega pisatelja Henrika Ibsena, ki je izšla leta 1877.
Drama se dogaja v 70.letih 19. stoletja. Glavna oseba drame je konzul Bernick, ki sodi med najvplivnejše in najbolj spoštovane meščane obmorskega mesta na Norveškem. Nihče v mestu pa ne ve za njegovo temno preteklost, zato ga imajo meščani za zelo moralnega človeka. Nekega dne pa se v mesto iz Amerike vrneta konzulova mladostna ljubezen in njegov svak. Zahtevata, da konzul prizna svoje grehe iz preteklosti. To pa močno ogrozi njegov ugled, njegovo življenje in življenje njegovih bližnjih.
Po drami je posnet tudi film The Pillars of Society.

## Vsebina
Glavni literarni lik je konzul Bernick, najvplivnejši in najbolj spoštovan meščan obmorskega mesteca na Norveškem. Je uspešen ladjar in poslovnež. Njegov najpomembnejši projekt je gradnja železniške proge, ki pa ji je sprva nasprotoval, saj naj bi škodila njegovim ladjedelniškim poslom. Da se to ne bi zgodilo, je načrt ter gradnjo proge prestavil v notranjost in se s tem tudi obogatil z nakupom zemljišč, ki bi se jim pozneje zvišala cena.
A njegovi načrti se začnejo zapletati s prihodom njegovega svaka Johana Tønnesena in stare ljubezni Lonne Hessel. Z njunim prihodom tako oživi konzulova mračna preteklost. Namreč pred petnajstimi leti, ko se je vrnil iz Pariza, ga je pričakalo družinsko podjetje pred bankrotom. Iz tega razloga je zapustil svojo ljubezen Lono in se zaradi svoje koristi poročil z Betty. Z njenim denarjem je namreč  lahko rešil družinsko podjetje. Hkrati pa je medtem imel skrivno ljubezensko razmerje s poročeno igralko Dorfovo. Ko ju je zalotil njen mož, je Bernick imel srečo, saj je hitro skočil čez okno,  še preden bi ju mož odkril. Da bi Bernick rešil podjetje ter svojo čast, je vso krivdo nase prevzel Johan ter nato odšel v Ameriko. Z njim je odšla tudi Lona, saj jo je bolelo dejstvo, da je Bernick, njena ljubezen, sedaj mož njene polsestre Betty. Njun odhod pa ni ostal neopazen, saj so se po mestu razširile govorice, da je Johan ukradel veliko vsoto denarja iz konzulove blagajne.
Bernick seveda teh govoric ni nikoli zanikal, zato po petnajstih letih Lona zahteva, da se konzul sooči s preteklostjo in opere Johanovo ime. A Bernick tega noče narediti, ker ga skrbi njegov ugled. Za razliko od Bernicka pa je Johanove vrnitve zelo vesela Marta, Bernickova sestra, ki je bila Johanova zaročenka. Johann pa več ne čuti ljubezni do nje, vso svojo pozornost namreč posveča Dini Dorf, igralkini hčeri. Zanjo je po smrti njene matere skrbela Marta. Johan se tako zaljubi v Dino ter se želi z njo tudi poročiti. Ravno zato si hoče oprati svoje ime. A še predno bi se poročil, si želi oditi nazaj v Ameriko, da bi tam še uredil neke zadeve, potem pa bi se vrnil nazaj na Norveško. Šel naj bi z ladjo Indijanko, ki pa je bila v izredno slabem stanju. Bernick je to vedel in zahteval, da ladja kljub slabemu stanju in viharnemu vremenu odpluje, saj bi to pomenilo Johanovo smrt. Seveda pa Bernick ne ve, da se je nanjo vkrcal tudi njegov sin Olaf, saj je želel pobegniti od krutega očeta, ki ni imel nikoli časa za svojega sina.
Medtem meščani in pomembni možje mesta pripravljajo Bernicku slavje. A pred tem mu Lona pove, da ji je Johan pred odhodom dal vse s čimer bi lahko razkril Bernickovo početje v preteklosti in da se je skupaj z Dino vkrcal na drugo, varno ladjo. Bernick tudi izve, da se je na Indijanko vkrcal njegov sin Olaf, ki bo lahko umrl zaradi slabega stanja ladje in bo tako žrtev spletke, ki jo je pripravil sam Bernick. A na srečo sta Betty in ladjedelec Aune ladjo ustavila, še preden bi se lahko zgodila nesreča. Zaradi vseh teh dogodkov Bernick na slavju prizna, da je v preteklosti grešil.

## Glavni literarni liki
- Konzul Bernick - konzul obmorskega mesteca na Norveškem
- Betty Bernick – njegova žena
- Olaf Bernick – njun sin
- Marta Bernick – konzulova sestra
- Johan Tønnesen – mlajši brat gospe Bernick
- Lona Hessel – njena starejša polsesta
- Hilmar Tønnesen – bratranec gospe Bernick
- Učitelj Rørlund - krajevni učitelj
- Dina Dorf - hčerka igralke Dorf
- Ladjedelec Aune - ladijski mojster v službi konzula Bernicka

## Zgradba drame
Henrik Ibsen je v drami Stebri družbe združil sintetično in analitično tehniko pisanja. Analitična tehnika je izražena s pogledom na dogodke, ki so se odvijali pred petnajstimi leti, sintetična tehnika pa sledi naravnem časovnem zaporedju - nekateri dogodki s preteklostjo niso povezani.
V drami so oblikovana nasprotja v jeziku oseb. Jezik meščanov je starinski, medtem ko jezik Tønnesena deluje spakljivo, jezik Lone pa sveže in izzivalno.
Ibsen se je zavedal, da ljudje govorijo različno, da se govor žensk razlikuje od govora moških ter da so razlike tudi med posamezniki. Upošteval je razpoloženja, v katerih je prikazoval  svoje dramske osebe in celo čas dneva, v katerem se je dramsko dejanje odvijalo.
(Meyer, M.: Ibsen)
Drama se dogaja v sedemdesetih letih 19. stoletja. Ima svoj lastni čas, ki obsega nekaj dni. Ibsen je zapisal, da se drama dogaja v vročem poletju, iz dialogov oseb pa je razvidno, da je dogajanje razdeljeno na štiri dni. Veliko je retrospektiv - vračanj v preteklost.
V uvodnih didaskalijah je kot dogajalni prostor navedena hiša konzula Bernicka. V uvodu je podan podroben opis prostora, razporeditev v sobi je natančno določena. V nadaljevanju Ibsen prostor še bolj poglobi, dogajanje se ne odvija le v sobi, temveč tudi na verandi, vrtu in ulici. Zasnova odrskega prostora ponazarja Bernickovo bogastvo, hkrati pa gledalcu omogoča, da spremlja več sočasnih dejanj. Pomembno vlogo imajo tudi scenski dodatki, kot so cvetlični lončki, knjiga z zlato obrezo, darila, ki jih mesto podari Bernicku, saj poudarjajo meščansko urejenost Bernickove hiše.

## Izdaje
- Stebri družbe : igra v štirih dejanjih / Henrik Ibsen ; prevedla in spremno besedo napisala Marija Zlatnar Moe, leto 2011
- Stebri družbe : igra v štirih dejanjih / Henrik Ibsen ; prevedel Janko Moder, leto 2011
- Stebri družbe / Henrik Ibsen ; prevod Darko Čuden, leto 2011
- Stebri družbe ; Nora ; Strahovi / Henrik Ibsen ; [iz norveščine prevedel Janko Moder ; spremno besedo napisala Marta Vozlič, leto 1966